# Bolivijski bolivijano
Bolivijski boliviano, ISO 4217: BOB je valuta Bolivije. Dijeli se na 100 centava, a u domaćem platnom prometu označava se simbolom Bs.
Boliviano je također bio valuta Bolivije u razdoblju 1864. – 1963. U razdoblju koje je prethodilo uvođenju novog bolivijana 1987. godine, Boliviju je pogodila hiperinflacija, tako da je stara valuta zamijenjena novom u odnosu 1.000.000:1. Tada je 1 BOB bio ekvivalent 1 američkom dolaru. U kolovozu 2008. 1 USD vrijedio je 7 BOB.
Kovanice i novčanice izdaje Središnja banka Bolivije, i to: kovanice od 10, 20, 50 centava i 1, 2, 5 bolivijana, te novčanice od 10, 20, 50, 100 i 200 boliviana.

## Vanjske poveznice
- Središnja banka Bolivije